# Tour d'Italie 1956
La 39e édition du Tour d'Italie s'est élancée de Milan le 19 mai 1956 et est arrivée à Milan le 10 juin. Ce Giro a été remporté par le Luxembourgeois Charly Gaul. L'Italien Fausto Coppi, cinq fois vainqueur de l'épreuve, a chuté lors de la sixième étape et a été contraint à l’abandon.

## Faits marquants
Largement distancé au général au soir de la 18e étape (24e à plus de 16 minutes), le Luxembourgeois Charly Gaul passe à l'attaque lors de l'étape suivante entre Merano et le Monte Bondone disputée dans des conditions apocalyptiques. En effet, après un départ sous la pluie, c'est la neige qui fait son apparition accompagnée de température approchant les −10 °C. Plus de 40 coureurs vont abandonner, dont le maillot rose Pasquale Fornara. Gaul l'emporte au Monte Bondone avec plus de 8 minutes d'avance sur le second et reprend le maillot rose qu'il conservera jusqu'à Milan.
L'exploit accompli par le Luxembourgeois durant cette étape est considéré par certains comme l'un des plus grands de l'histoire du cyclisme.

## Équipes participantes
| N.    | Code | Équipe            |
| ----- | ---- | ----------------- |
| 1-7   | NIV  | Nivea-Fuchs       |
| 9-14  | ELD  | Eldorado          |
| 15-21 | FRA  | France            |
| 22-28 | ICV  | Italcover         |
| 29-35 | GIR  | Girardengo-ICEP   |
| 36-42 | FAE  | Faema-Guerra      |
| 43-49 | ARB  | Arbos-Bif-Clément |
| 50-56 | ATA  | Atala-Pirelli     |

| N.     | Code | Équipe          |
| ------ | ---- | --------------- |
| 57-63  | BIA  | Bianchi-Pirelli |
| 64-70  | CAR  | Carpano-Coppi   |
| 71-77  | FRE  | Frejus-Superga  |
| 78-84  | IGN  | Ignis           |
| 85-91  | LEG  | Legnano         |
| 92-98  | CHL  | Leo-Chlorodont  |
| 99-105 | TOR  | Torpado-Pirelli |

## Classement général
| Classement général final |                   |
| --- | ----------------- |
| \| 1. Charly Gaul \| 101 h 39 min 49 s \| \| 2. Fiorenzo Magni \| à 3 min 27 s \| \| 3. Agostino Coletto \| à 6 min 53 s \| \| 4. Cleto Maule \| à 7 min 25 s \| \| 5. Aldo Moser \| à 7 min 30 s \| \| 6. Alessandro Fantini \| à 8 min 46 s \| \| 7. Jean Brankart \| à 9 min 21 s \| \| 8. Bruno Monti \| à 10 min 54 s \| \| 9. Waldemaro Bartolozzi \| à 18 min 14 s \| \| 10. Hilaire Couvreur \| à 18 min 41 s \| \| 105 partants, 43 classés \| \| |                   |
| 1. Charly Gaul | 101 h 39 min 49 s |
| 2. Fiorenzo Magni | à 3 min 27 s      |
| 3. Agostino Coletto | à 6 min 53 s      |
| 4. Cleto Maule | à 7 min 25 s      |
| 5. Aldo Moser | à 7 min 30 s      |
| 6. Alessandro Fantini | à 8 min 46 s      |
| 7. Jean Brankart | à 9 min 21 s      |
| 8. Bruno Monti | à 10 min 54 s     |
| 9. Waldemaro Bartolozzi | à 18 min 14 s     |
| 10. Hilaire Couvreur | à 18 min 41 s     |
| 105 partants, 43 classés |                   |

## Étapes
| Étape     | Date     | Villes étapes                 | km         | Vainqueur d'étape  | Leader du classement général |
| 1re étape | 19 mai   | Milan – Alexandrie            | 210        | Pierino Baffi      | Pierino Baffi                |
| 2ea étape | 20 mai   | Alexandrie - Gênes            | 96         | Alessandro Fantini | Pierino Baffi                |
| 2eb étape | 20 mai   | Lido d'Albaro - Lido d'Albaro | 12 (clm/é) | Leo-Chlorodont     | Vincenzo Zucconelli          |
| 3e étape  | 21 mai   | Gênes - Salice Terme (it)     | 152        | Alessandro Fantini | Alessandro Fantini           |
| 4e étape  | 22 mai   | Voghera - Mantoue             | 198        | Miguel Poblet      | Alessandro Fantini           |
| 5ea étape | 23 mai   | Mantoue - Rimini              | 228        | Giuseppe Minardi   | Alessandro Fantini           |
| 5eb étape | 23 mai   | Saint-Marin - Saint-Marin     | 12 (clm)   | Jan Nolten         | Alessandro Fantini           |
| 6e étape  | 24 mai   | Rimini – Pescara              | 245        | Arrigo Padovan     | Alessandro Fantini           |
| 7e étape  | 25 mai   | Pescara - Campobasso          | 205        | Charly Gaul        | Alessandro Fantini           |
| 8e étape  | 26 mai   | Campobasso - Salerne          | 156        | Miguel Poblet      | Alessandro Fantini           |
| 9e étape  | 27 mai   | Salerne – Frascati            |            | non-disputée       | Alessandro Fantini           |
| 10e étape | 28 mai   | Rome - Grosseto               | 198        | Bruno Tognaccini   | Alessandro Fantini           |
| 11e étape | 29 mai   | Grosseto – Livourne           | 230        | Pietro Nascimbene  | Alessandro Fantini           |
| 12e étape | 31 mai   | Livourne - Lucques            | 54 (clm)   | Pasquale Fornara   | Pasquale Fornara             |
| 13e étape | 1er juin | Lucques - Bologne             | 168        | Michel Stolker     | Pasquale Fornara             |
| 14e étape | 2 juin   | Bologne - San Luca            | 2,5 (clm)  | Charly Gaul        | Pasquale Fornara             |
| 15e étape | 3 juin   | Bologne - Rapallo             | 271        | Miguel Poblet      | Pasquale Fornara             |
| 16e étape | 4 juin   | Rapallo - Lecco               | 278        | Giorgio Albani     | Pasquale Fornara             |
| 17e étape | 5 juin   | Lecco - Sondrio               | 98         | Miguel Poblet      | Pasquale Fornara             |
| 18e étape | 7 juin   | Sondrio - Merano              | 163        | Cleto Maule        | Pasquale Fornara             |
| 19e étape | 8 juin   | Merano - Monte Bondone        | 242        | Charly Gaul        | Charly Gaul                  |
| 20e étape | 9 juin   | Trente - San Pellegrino       | 191        | Giorgio Albani     | Charly Gaul                  |
| 21e étape | 10 juin  | San Pellegrino - Milan        | 113        | Donato Piazza      | Charly Gaul                  |

## Classements annexes
| Classement de la montagne | Federico Bahamontes | 30 points |
| Deuxième                  | Bruno Monti         | 13 points |
| Troisième                 | Giuseppe Buratti    | 11 points |
| Classement par équipes    | Atala               | ?         |
| Deuxième                  | ?                   | ?         |
| Troisième                 | ?                   | ?         |

## Liste des coureurs
| Nivea Fuchs | Eldorado Belgique | France |
| - 1 Fiorenzo Magni (Ita) 2e - 2 Mario Baroni (Ita) 22e - 3 Alfredo Martini (Ita) ab - 4 Donato Piazza (Ita) 42e - 5 Pierino Baffi (Ita) 16e - 6 Guido Boni (Ita) ab - 7 Donato Zampini (Ita) ab                         | - 8 - - 9 Jean Brankart (Bel) 7e - 10 Marcel Janssens (Bel) ab - 11 Hilaire Couvreur (Bel) 10e - 12 Edgard Sorgeloos (Bel) 14e - 13 Frans Schoubben (Bel) ab - 14 Charles Van Dormael (Bel) ab                         | - 15 Jean Dotto (Fra) ab - 16 Nello Lauredi (Fra) ab - 17 Attilio Redolfi (Fra) ab - 18 Raoul Remy (Fra) ab - 19 Charles Coste (Fra) 40e - 20 Stanislas Bober (Fra) ab - 21 Vincent Vitetta (Fra) ab                     |
| Italcover Hollande | Girardengo Espagne | Faema International |
| - 22 Wout Wagtmans (Hol) 13e - 23 Jan Nolten (Hol) ab - 24 Daan De Groot (Hol) 28e - 25 Piet Van Den Brekel (Hol) ab - 26 Harry Schoenmakers (Hol) ab - 27 Mies Stolker (Hol) 36e - 28 Toni Bergmans (Hol) ab           | - 29 Miguel Poblet (Esp) ab - 30 Salvador Botella (Esp) ab - 31 Federico Bahamontes (Esp) ab - 32 Bernardo Ruiz (Esp) 38e - 33 Jesús Galdeano (Esp) ab - 34 José Serra Gil (Esp) 26e - 35 Miguel Bover (Esp) ab        | - 36 Charly Gaul (Lux) 1e - 37 Carlo Clerici (Sui) ab - 38 Fritz Schär (Sui) ab - 39 Rolf Graf (Sui) ab - 40 Marcel Ernzer (Lux) ab - 41 Willy Kemp (Lux) ab - 42 Hans Hollenstein (Sui) ab                              |
| Arbos | Atala | Bianchi |
| - 43 Pasquale Fornara (Ita) ab - 44 Renato Ponzini (Ita) ab - 45 Luciano Pezzi (Ita) ab - 46 Pietro Giudici (Ita) 15e - 47 Nino Assirelli (Ita) 31e - 48 Eugenio Bertoglio (Ita) ab - 49 Gianni Ferlenghi (Ita) ab      | - 50 Bruno Monti (Ita) 8e - 51 Giancarlo Astrua (Ita) ab - 52 Alessandro Fantini (Ita) 6e - 53 Adolfo Grosso (Ita) ab - 54 Danilo Barozzi (Ita) 24e - 55 Arrigo Padovan (Ita) 12e - 56 Angelo Coletto (Ita) 43e        | - 57 Nino Defilippis (Ita) ab - 58 Giuseppe Favero (Ita) 27e - 59 Giovanni Pettinati (Ita) ab - 60 Giuliano Michelon (Ita) ab - 61 Andrea Carrea (Ita) 23e - 62 Ettore Milano (Ita) ab - 63 Giuseppe Buratti (Ita) ab    |
| Carpano Coppi | Frejus | Ignis |
| - 64 Fausto Coppi (Ita) ab - 65 Giuseppe Cainero (Ita) 37e - 66 Stefano Gaggero (Ita) 11e - 67 Pietro Nascimbene (Ita) 33e - 68 Tranquillo Scudellaro (Ita) 20e - 69 Aberto Negro (Ita) ab - 70 Gino Guerrini (Ita) 39e | - 71 Agostino Coletto (Ita) 3e - 72 Guido Messina (Ita) ab - 73 Vincenzo Rossello (Ita) ab - 74 Mario Gervasoni (Ita) ab - 75 Mino De Rossi (Ita) ab - 76 Giorgio Godio (Ita) 29e - 77 Giuseppe Fallarini (Ita) ab     | - 78 Riccardo Filippi (Ita) 25e - 79 Guido De Santi (Ita) 19e - 80 Valerio Chiarlone (Ita) 32e - 81 Franco Giacchero (Ita) ab - 82 Aurelio Del Rio (Ita) ab - 83 Fiorenzo Crippa (Ita) ab - 84 Giuliano Martino (Ita) ab |
| Legnano | Leo Chlorodont | Torpado |
| - 85 Giorgio Albani (Ita) 17e - 86 Nello Fabbri (Ita) ab - 87 Vincenzo Zucconelli (Ita) ab - 88 Sante Ranucci (Ita) ab - 89 Lino Grassi (Ita) ab - 90 Waldemaro Bartolozzi (Ita) 9e - 91 Ugo Massocco (Ita) ab          | - 92 Gastone Nencini (Ita) ab - 93 Rino Benedetti (Ita) 18e - 94 Giuseppe Minardi (Ita) ab - 95 Giuseppe Pintarelli (Ita) ab - 96 Walter Serena (Ita ab) - 97 Antonio Uliana (Ita) 30e - 98 Bruno Tognaccini (Ita) 35e | - 99 Aldo Moser (Ita) 5e - 100 Cleto Maule (Ita) 4e - 101 Adriano Zamboni (Ita) 34e - 102 Aldo Zuliani (Ita) ab - 103 Gilberto Dall’Agata (Ita) 21e - 104 Michele Gismondi (Ita) ab - 105 Silvano Petrei (Ita) ab        |

## Sources
- (nl) Cet article est partiellement ou en totalité issu de l’article de Wikipédia en néerlandais intitulé « Ronde van Italië 1956 » (voir la liste des auteurs).